# Jürgen Frauenfeld

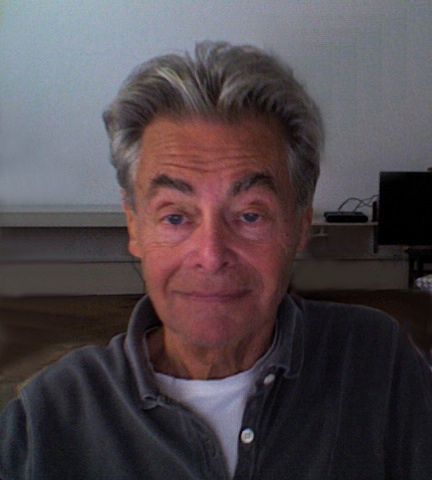
Jürgen Frauenfeld, 2013

Jürgen Frauenfeld (* 29. September 1942 in Heidelberg) ist ein deutscher Architekt, der in Frankfurt am Main lebt und arbeitet.

## Leben
Der Ingenieurberuf des Vaters brachte wechselnde Auslandsaufenthalte mit sich, u. a. in Israel, wo Jürgen Frauenfeld 1958–1959 die Tabeetha School in Jaffa besuchte. Ferienjobs in Architekturbüros in Tel Aviv weckten sein Interesse an Architektur und Städtebau.
Nach dem Studium an der Fachhochschule Darmstadt 1964–1967 besuchte er 1968–1969 die Architekturklasse bei Johannes Krahn an der Hochschule für Bildende Künste – Städelschule in Frankfurt. Parallel nahm er an Kursen in Sozialwissenschaft an der Universität Heidelberg und der Universität Frankfurt teil, um Grundkenntnisse in Soziologie zu erlangen, die damals begann, Fragen des Städtebaus und der Architektur aufzugreifen.
Als freier Mitarbeiter im Büro Albert Speer junior in Frankfurt ab 1970 hatte er erstmals Gelegenheit, an größeren, internationalen Planungen und Wettbewerben mitzuarbeiten. Frühe Wettbewerbserfolge festigten die Neigung zum Städtebau. Von 1974 bis 1983 war er als Partner-Gesellschafter der Speerplan Regional- und Stadtplaner GmbH für eine Reihe von Regional-, Stadtplanungs- und Städtebauprojekten im In- und Ausland verantwortlich.
Jürgen Frauenfeld war 1975 bis 1978 Lehrbeauftragter an der Technischen Hochschule Darmstadt (am Institut für Tropenbau bei Günter Behnisch), 1980–1983 an der Universität Frankfurt (am Institut für Wirtschafts- und Sozialgeografie bei Karl Vorlaufer) und 2005–2007 an der Universität Stuttgart (am Städtebauinstitut SIAAL bei Eckart Ribbeck). Außerdem hielt er 1985 Stadtentwicklungs-Seminare an der Harvard University sowie am MIT in den USA.
Mit der Universität Stuttgart war Jürgen Frauenfeld 2005 bis 2007 Teilnehmer am Seminario Urbanismo Internacional der Universidad Autónoma Metropolitana UAM in Mexiko-Stadt. Außerdem hielt er Vorträge über Brasília im Deutschen Architekturmuseum sowie über die Weiße Stadt Tel Aviv bei der Ernst-May-Gesellschaft, beide in Frankfurt.
Jürgen Frauenfeld ist seit 1983 mit der Malerin Brigid Ibell verheiratet.

## Büro
Wettbewerbserfolge, u. a. der 1. Preis beim Städtebaulichen Ideenwettbewerb Frankfurt-Preungesheim, führten 1983 zur Gründung des eigenen Büros Frauenfeld Architekten in Frankfurt. Die meisten Aufträge gingen aus Wettbewerben hervor. So gewann das Büro 1991 den Stadtplanungswettbewerb für das ehemalige Flughafengelände München-Riem, den ersten europaweiten Wettbewerb dieser Art. 1992 wurde das Büro mit der Konzeptplanung Städtebau, Landschaft und Verkehr für das ca. 560 ha große Gebiet der Messestadt Riem beauftragt, damals das größte Städtebauprojekt in Deutschland.
International war Jürgen Frauenfeld als Berater u. a. für die EU-Kommission in Nepal, für die GTZ in Afghanistan, Äthiopien und Nepal, für AS&P in Bahrain, China, Nigeria, Saudi-Arabien und Thailand, für Lahmeyer International auf den Philippinen, mit der Universität Stuttgart in Mexico, Brasilien und für UNRWA in der Westbank tätig.

## Wettbewerbe (Auswahl)
- 1971 Stadtplanungswettbewerb Neue Stadt Nidderau, mit Albert Speer, Caspar Schön, 2. Preis
- 1972 Stadtgestaltungswettbewerb Zeil Frankfurt am Main, mit Albert Speer, Jörg Habermann, Sonderankauf
- 1983 Städtebaulicher Ideenwettbewerb Frankfurt-Preungesheim, 1. Preis
- 1985 Städtebaulicher Ideenwettbewerb Stadtmitte Berliner Platz Kronberg im Taunus, 1. Preis
- 1986 Städtebaulicher Ideenwettbewerb Alte Lackierfabrik Weinheim, 1. Preis
- 1991 EG-weiter städtebaulicher und landschaftsplanerischer Ideenwettbewerb Gelände des ehem. Flughafen München-Riem, 1. Preis
- 1993 Städtebauliches Gutachterverfahren Idstein, 1. Rang
- 1993 Internationaler städtebaulicher Ideenwettbewerb Spreebogen Berlin, mit Bernd Mey, Ankauf
- 1994 Städtebaulicher Ideenwettbewerb Östlicher Altstadtring Dresden, 3. Preis
- 1996 Städtebaulicher Ideenwettbewerb William-O.-Darby-Kaserne Fürth, 3. Preis
- 1998 Städtebaulicher Realisierungswettbewerb Alte Grundschule/Berliner Platz Kronberg im Taunus, mit Jacqueline Stüben, 1. Preis
- 1998 Internationaler Städtebauwettbewerb Jiangbei New Town Chongqing, VR China, mit AS&P, 1. Rang
- 2001 Internationaler Städtebauwettbewerb Longquan, Guilin, VR China, mit AS&P und Obermeyer Peking, 2. Preis
- 2003 Internationaler Städtebauwettbewerb Zhenjiang Shiyezhou Island, VR China, mit AS&P, 1. Preis
- 2003 Internationaler städtebaulicher Realisierungswettbewerb Uni-Campus Bockenheim der Universität Frankfurt am Main, mit Jacqueline Stüben, 2. Preis
- 2004 Internationaler städtebaulicher Ideenwettbewerb  Nuovo Quartiere Cornaredo-Lugano, Schweiz, mit Heike Fischer und Michael Heller, Finalisten

## Schriften
- Deutsch-Chinesische Projekte, Architektur Landschaftsarchitektur. Wiesbaden 2006 ISBN 3-932509-40-4
- Planen und Bauen in Entwicklungsländern, BMBau Forschungsbericht, Bund Deutscher Architekten BDA (Hrsg.). Stuttgart 1982
- Urbanisierung in der Dritten Welt. in: Raumforschung und Raumordnung. H. 4, 1981, Bonn 1981
- Probleme der Stadtentwicklung in Saudi-Arabien, in: Neue Heimat Monatshefte. H. 2, 1981, Hamburg 1981
- Entwicklungsplanung Libyen, in: Deutsche Bauzeitung, 4, 1974
- Rheinland-Pfälzische Verdichtungsräume. Leitbilder der Entwicklung. Staatskanzlei Rheinland-Pfalz (Hrsg.), Frankfurt 1973